# الرياض (مجلة)
مجلة رياض هي مجلة تونسية شهرية للأطفال، صدر العدد الأول منها عام 1981م، شعارها: (مجلة ثقافية تصدرها المنظمة الوطنية للطفولة التونسية) عنوانها: 3 نهج رومة، تونس، المدير المسؤول: البشير الغزالي، المدير المسؤول: الشاذلي الصرارفي، إدارة التحرير فريد الشملي. أبرز شخصيات المجلة هي زاهي وفرحان،  وروضة ورياض. 
تعتمد المجلة على قصص الكرتون حيث تنشر 4 صفحات من بين 34 صفحة ملونة، وهناك صفحات توعية بالبيئة. وتنشر المجلة مساهمات القراء، وصوراً لهم إلا أنها تعتمد على نشر القصص القصيرة، كما تنشر قصصاً من إبداعات التلاميذ، وتهتم بالإبداع، والمعرفة، مثل ملحق الحام، وتهتم المجلة بالرسم والفراغ، هناك صفحات مدرسية تعليمية للعلوم واللغة الفرنسية، وهناك باب اللغة الفرنسية تحت عنوان (دراسة نص) أما باب اللغة الفرنسية تحت عنوان ((دراسة نص)) وباب ((أنجز معي هدفه تعليم المهارات)) تهتم المجلة بالتسالي مثل التظليل والمتاهات وتهتم بعروض الكتب والتجارب العلمية، لا تعتمد المجلة على الإعلانات، وعلى الغلاف عام 2004 هناك إشارة إلى أن المجلة حائزة على جائزة رئيس الجمهورية لحقوق الطفل عام 1997م. لا توجد إشارة إلى مواد العدد على الغلاف، سعر النسخة عام 2003 800 مي تونسي.

## الأبواب
- نسمات القراء
- نغمات إسلامية
- قصة العدد
- شفرى الرياض
- رياضة فكرية
- تسلية
- اليد الماهرة
- موعد مع شخصيات عالمية
- أنجز معي

## الكُتَّاب
- محمد الشائبي
- مراد كيتار
- محمد السويسي
- مبروك شعور
- صالح بو شقراوي
- علي فرج
- الرسامون
- المزي